# Præsidentens Fald
|  | Denne artikel er oprettet af botten PalnaBot ud fra en ekstern database. Den kan derfor have sproglige fejl eller mangler. Denne skabelon kan fjernes efter kontrol af indholdet. |

Præsidentens Fald er en spillefilm instrueret af Aage Brandt efter manuskript af Aage Brandt.